# العلاقات الأوغندية البريطانية
العلاقات الأوغندية البريطانية هي العلاقات الثنائية التي تجمع بين أوغندا والمملكة المتحدة.

## مقارنة بين البلدين
هذه مقارنة عامة ومرجعية للدولتين:
| وجه المقارنة                                              | أوغندا                        | المملكة المتحدة                 |
| --------------------------------------------------------- | ----------------------------- | ------------------------------- |
| المساحة (كم2)                                             | 241.04 ألف                    | 242.50 ألف                      |
| عدد السكان (نسمة)                                         | 42.86 مليون                   | 66.02 مليون                     |
| الكثافة السكانية (ن./كم²)                                 | 177.81                        | 272.25                          |
| العاصمة                                                   | كامبالا                       | لندن                            |
| اللغة الرسمية                                             | لغة إنجليزية، اللغة السواحلية | لغة إنجليزية، اللغة الويلزية    |
| العملة                                                    | شيلينغ أوغندي                 | جنيه إسترليني                   |
| الناتج المحلي الإجمالي (بليون دولار)                      | 25.89 مليار                   | 2.62 تريليون                    |
| الناتج المحلي الإجمالي (تعادل القوة الشرائية) بليون دولار | 72.25 مليار                   | 2.72 تريليون                    |
| الناتج المحلي الإجمالي الاسمي للفرد دولار أمريكي          | 705                           | 43.88 ألف                       |
| الناتج المحلي الإجمالي للفرد دولار أمريكي                 | 1.77 ألف                      | 40.23 ألف                       |
| مؤشر التنمية البشرية                                      | 0.483                         | 0.907                           |
| رمز المكالمات الدولي                                      | +256                          | +44                             |
| رمز الإنترنت                                              | .ug                           | .uk، .gb                        |
| المنطقة الزمنية                                           | ت ع م+03:00                   | توقيت غرينيتش، توقيت غرب أوروبا |

## مدن متوأمة
في ما يلي قائمة باتفاقيات التوأمة بين مدن أوغندية وبريطانية:
- ترتبط Namutumba, Uganda [الإنجليزية]‏ مع Ross-on-Wye [الإنجليزية]‏ باتفاقية توأمة.
- ترتبط جينجا مع منطقة بارنت في لندن باتفاقية توأمة.

## منظمات دولية مشتركة
يشترك البلدان في عضوية مجموعة من المنظمات الدولية، منها:
| علم المنظمة | اسم المنظمة                               | تاريخ انضمام أوغندا | تاريخ انضمام المملكة المتحدة |
| ----------- | ----------------------------------------- | ------------------- | ---------------------------- |
|             | مؤسسة التنمية الدولية                     | 27 سبتمبر 1963      | 24 سبتمبر 1960               |
|             | يونسكو                                    | 9 نوفمبر 1962       | 4 نوفمبر 1946                |
|             | وكالة ضمان الاستثمار متعدد الأطراف        | 10 يونيو 1992       | 12 أبريل 1988                |
|             | الأمم المتحدة                             | 25 أكتوبر 1962      | 24 أكتوبر 1945               |
|             | دول الكومنولث                             | ?                   | 11 ديسمبر 1931               |
|             | الفريق المعني برصد الأرض                  | ?                   | ?                            |
|             | الاتحاد البريدي العالمي                   | ?                   | ?                            |
|             | البنك الدولي للإنشاء والتعمير             | 27 سبتمبر 1963      | 27 ديسمبر 1945               |
|             | الاتحاد الدولي للاتصالات                  | 8 مارس 1963         | 24 فبراير 1871               |
|             | منظمة حظر الأسلحة الكيميائية              | ?                   | ?                            |
|             | مؤسسة التمويل الدولية                     | 27 سبتمبر 1963      | 20 يوليو 1956                |
|             | المركز الدولي لتسوية المنازعات الاستشارية | 14 أكتوبر 1966      | 18 يناير 1967                |
|             | منظمة التجارة العالمية                    | ?                   | 1995                         |
|             | منظمة الشرطة الجنائية الدولية             | ?                   | ?                            |
|             | البنك الإفريقي للتنمية                    | ?                   | ?                            |

## وصلات خارجية
- موقع وزارة الخارجية الأوغندية
- موقع وزارة الخارجية البريطانية